# Georgi Ossipowitsch Kuklin

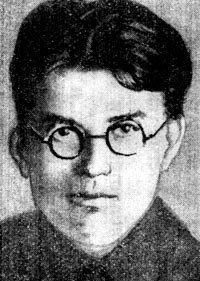

Georgi Ossipowitsch Kuklin (russisch Гео́ргий О́сипович Ку́клин; * 1903 im Gouvernement Irkutsk, Russisches Kaiserreich; † 9. November 1939 in Krasnojarsk, Sowjetunion) war ein sowjetischer Prosaschriftsteller und Kinderbuchautor.

## Leben
1925 veröffentlichte Kuklin seine ersten Geschichten. 1930 wurde er in den allrussischen Schriftstellerverband und in die Literatengruppe Perewal aufgenommen. Während der Stalinschen Säuberungen wurde er 1938 verhaftet. Kuklin starb am 9. November 1939 in Krasnojarsk, 1958 wurde er rehabilitiert.
| Personendaten    | Personendaten                                        |
| ---------------- | ---------------------------------------------------- |
| NAME             | Kuklin, Georgi Ossipowitsch                          |
| ALTERNATIVNAMEN  | Ку́клин, Гео́ргий О́сипович (russisch)                  |
| KURZBESCHREIBUNG | sowjetischer Prosaschriftsteller und Kinderbuchautor |
| GEBURTSDATUM     | 1903                                                 |
| GEBURTSORT       | Gouvernement Irkutsk, Russisches Kaiserreich         |
| STERBEDATUM      | 9. November 1939                                     |
| STERBEORT        | Krasnojarsk, Sowjetunion                             |